# Alys ferch Owain Glyndŵr
Alys ferch Owain Glyndŵr était une des filles de Margaret Hanmer et Owain Glyndŵr, un noble gallois ayant mené la révolte des Gallois, prenant le titre de Prince de Galles.
Alys épouse secrètement le noble anglais John Scudamore, un shérif du Herefordshire. Ce mariage était illégal d'après les Penal Laws against Wales instituées par le roi Henri IV en 1402.
Alys aurait aidé son père Owain à se cacher à partir de 1412, lorsque la révolte était en train de se désintégrer. Owain ne fut pas trahi, malgré les récompenses offertes pour toute information permettant sa capture. Il rejeta les pardons royaux offerts par Henri V et mourut aux alentours de 1416.
En 1432, apprenant l'union secrète de Scudamore avec Alys, le roi Henri VI lui retira la garde du château Blanc ainsi que ceux de Monmouth et Grosmont.